# Ardisia longipedicellata
Ardisia longipedicellata är en viveväxtart som beskrevs av Fletcher. Ardisia longipedicellata ingår i släktet Ardisia och familjen viveväxter. Inga underarter finns listade i Catalogue of Life.